# Lyncestis mimica
Lyncestis mimica là một loài bướm đêm trong họ Erebidae.